# Abu Nidal
Abu Nidal (właśc. Hassan Sabri al Banna, pseudonim oznacza „Ojciec Walki”) (ur. 1937 w Jaffie, zm. 16 sierpnia 2002 w Bagdadzie) – terrorysta palestyński, przywódca organizacji Rewolucyjna Rada Fatah.

## Życiorys
Urodził się w Jaffie w 1937 roku pod nazwiskiem Sabri al-Banna. Był dwunastym dzieckiem bogatego plantatora i jego ósmej żony. Dorastał wraz z 17 braćmi i ośmioma siostrami (jego ojciec miał 13 żon) w luksusowej rezydencji z basenem i widokiem na morze. Rodzina przyszłego terrorysty utrzymywała się ze sprzedaży cytrusów do państw europejskich, głównie Niemiec i Wielkiej Brytanii. Na przełomie lat 1944-45 trafił do Collège des Frères będącej francuską, chrześcijańską szkołą misyjną. Po roku edukacji i śmierci ojca, naukę kontynuował w szkole islamskiej w Jerozolimie.
Walki, które wybuchły po podziale Palestyny w roku 1947, doprowadziły do przerwania dochodowego biznesu rodziny al-Banna. O ile ojciec Abu Nidala i jego rodzina miała dobre relacje z żydowskimi osadnikami w Jaffie, to wojna zmieniła zupełnie położenie rodziny, która musiała wyjechać do kontrolowanego przez Egipt obozu uchodźców al-Burajdż w Strefie Gazy. Włości al-Banni zostały zajęte przez Izrael, a exodus Palestyńczyków ukształtował poglądy Abu Nidala. Następnie przeniósł się wraz z rodziną do Nablusu, gdzie ukończył liceum. Po ukończeniu szkoły średniej w 1955 roku wstąpił do nacjonalistycznej partii Baas. Przez dwa lata studiował inżynierię na Uniwersytecie Kairskim, który opuścił bez zdobycia dyplomu. W 1960 roku wyprowadził się w celach zarobkowych do Arabii Saudyjskiej, gdzie pracował między innymi jako robotnik. Często wracał do Nablusu, gdzie odwiedzał matkę, także tam poznał swoją przyszłą żonę, która wraz z nim wyprowadziła się do Arabii Saudyjskiej. W 1962 roku para wzięła ślub. Owocem tego związku była trójka dzieci (syn i dwie córki).
Na emigracji nawiązał kontakt z palestyńskimi nacjonalistami. Związał się z ruchem al-Fatah Jasira Arafata. W Arabii Saudyjskiej uczestniczył w antyizraelskich manifestacjach, które wybuchły w 1967 roku po porażce Arabów w wojnie sześciodniowej. Udział w protestach poskutkował go wyrzuceniem z pracy i aresztowaniem. Po wypuszczeniu został deportowany. Wraz z rodziną przeniósł się do Nablusu, a następnie do Ammanu w Jordanii. Założył kompanię handlową „Impex“. Jednocześnie kontynuował działalność polityczną i przyjął pseudonim „Abu Nidal”, czyli „Ojciec Walki”. W wojnie między rządem jordańskim a palestyńskimi grupami zbrojnymi (Czarny Wrzesień) nie odegrał roli wojskowej, jego firma posłużyła al-Fatah jako miejsce spotkań działaczy i transferów finansowych grupy. Działalność handlowa uczyniła go nie tylko bogatym, ale wpłynęła również na jego wpływy w al-Fatah. Abu Ijad przyznał mu stanowiska przedstawiciela partii w sudańskim Chartumie, a następnie Iraku.
Po klęsce Palestyńczyków w konflikcie z Jordanią publicznie krytykował kierownictwo Organizacji Wyzwolenia Palestyny. Swoje radykalne poglądy głosił poprzez radio „Głos Palestyny” z siedzibą w Iraku. Podczas Trzeciego Kongresu al-Fatahu w Damaszku w 1971 roku poparł Abu Daouda wzywającego do większej demokracji w ramach partii i zemsty na rządzie Jordanii. Gdy w lutym 1973 roku Daoud został zatrzymany przez jordańskie władze za próbę zamachu na tamtejszego monarchę, Abu Nidal zorganizował pierwszą operację o terrorystycznym charakterze. Operacji nadał kryptonim „Al-Iqab”, czyli „Kara”. W ramach operacji terroryści związani z Abu Nidalem dokonali ataku na saudyjską ambasadę w Paryżu oraz uprowadzili należący do Kuwejtu samolot. Zastraszony rząd Kuwejtu zgodził się na żądania porywaczy i wykupił od Jordańczyków wypuszczenie Daouda na wolność. Akcje Abu Nidala odbyły się bez konsultacji i bez zgody Fatahu. Przywódcy OWP zarzucili Abu Nidalowi, że poprzez swoje działania szkodzi ruchowi oraz realizuje interes irackiego rządu (Abu Nidal rezydował wówczas w Iraku). W grudniu 1973 roku członkowie jego grupy zniszczyli samolot linii Pan American World Airways. W zamachu zginęły 32 osoby. Za drastyczne środki działania Abu Nidal został zaocznie skazany przez OWP na karę śmierci.
Zamachy przeprowadzone przez Abu Nidala doprowadziły w lipcu 1974 roku do wydalenia go z al-Fatah (na żądanie Arafata). Jeszcze w październiku tego samego roku Abu Nidal utworzył odrębną od al-Fatahu organizację, która przyjęła nazwę Fatah-Rada Rewolucyjna. Jedną z pierwszych akcji Rady Rewolucyjnej był zamach na samolot Trans World Airlines lecący z Izraela do Grecji (88 ofiar śmiertelnych). Większość akcji Abu Nidala polegała na atakach na cele izraelskie i na zachodnich dyplomatów. Ponadto Rada Rewolucyjna przyjęła formę organizacji świadczącej usługi terrorystyczne zewnętrznym mocodawcom. Otrzymując wsparcie finansowe i zaopatrzeniowe od rządu Iraku, Abu Nidal zorganizował ataki na dyplomatów i obiekty w Syrii (pozostającej w sporze z Irakiem).
W 1982 roku zmuszony do opuszczenia Iraku gdzie groziło mu aresztowanie. Toczący wówczas wojnę z Iranem reżim partii Baas nawiązał bliższe relacje z Zachodem. Schronienie znalazł w Syrii. Rada Rewolucyjna uznała tamtejszy rząd za sojusznika w walce z Izraelem. Odtąd Abu Nidal skupił się głównie na eliminacji dyplomatów jordańskich, gdyż obawiano się, że rząd tego kraju zawrze z Izraelem odrębny pokój. 3 czerwca 1982 roku na jego zlecenie zabito ambasadora Izraela w Londynie Szlomo Argowa. Zamach stał się dla Izraela pretekstem, by trzy dni później w odwecie wkroczyć do Libanu, rozpoczynając tym samym wojnę libańską. W grudniu 1985 roku terroryści ostrzelali biura izraelskich linii lotniczych w Rzymie i Wiedniu (torpedując przy tym porozumienie OWP z rządami Włoch i Austrii). Równocześnie zwalczał umiarkowanych działaczy palestyńskich. W 1983 roku z rąk jego ludzi zginął palestyński aktywista Issam Sartawi. Taka działalność zdaniem analityków bardziej szkodziła aniżeli pomagała sprawie palestyńskiej. Stąd też jego biograf Patrick Seale, wysnuł wnioski o tym jakoby terrorysta miał być agentem Mosadu lub narzędziem w ręku polityków izraelskich, chcących storpedować porozumienie z OWP i zdziesiątkować elitę organizacji.
Grupa zebrała duży potencjał finansowy, pobierając od państw arabskich swoisty okup. Abu Nidal prowadził również handel bronią, który okazał się szczególnie owocny w trakcie wojny iracko-irańskiej (broń sprzedawał obu stronom). Nielegalna działalność palestyńskiego terrorysty przyniosła mu majątek szacowany na około 400 milionów dolarów. Działalność Abu Nidala umożliwiły nie tylko kraje arabskie. Blok wschodni, a przede wszystkim Rumunia, Węgry i Polska oferowały schronienie Abu Nidalowi i członkom jego grupy oraz handlowały z nimi bronią. W Warszawie znajdowała się siedziba firmy SAS Foreign Trade and Investment Company należąca do Abu Nidala. Zlikwidowano ją w 1987 roku na żądanie Stanów Zjednoczonych.
W 1986 roku po tym, gdy Syria złagodziła relacje z Zachodem, przeniósł się do Libii. W 1987 roku odmówił włączenia się do pierwszej intifady. Spowodowało to rozłam w szeregach Rady Rewolucyjnej. W obozach grupy w Libanie doszło do otwartego buntu przeciwko jego przywództwu. Przeciwnicy „Ojca Walki” domagali się włączenia Rady Rewolucyjnej do OWP, udziału w intifadzie i zaprzestania międzynarodowego terroryzmu. Próba wewnętrznego puczu została stłumiona na rozkaz Abu Nidala. W 1991 roku prawdopodobnie zlecił zabójstwa umiarkowanych przywódców OWP - Abu Ijada oraz Abu Hola. Zamierzał też zlikwidować samego Arafata, spisek został jednak wykryty. Libię opuścił w 1994 roku. W tym samym roku zrezygnował z działalności terrorystycznej. Przeniósł się do Egiptu. Tam pracował jako doradca przy zwalczaniu islamskich ekstremistów. Ostatnie lata życia spędził w Bagdadzie, gdzie dostał się nielegalnie pod fałszywym paszportem. 19 sierpnia 2002 roku zginął w niewyjaśnionych okolicznościach w swoim mieszkaniu podczas próby aresztowania. Nie jest jasne, czy popełnił samobójstwo, czy został zabity przez służby specjalne. Po śmierci Abu Nidala wicepremier Iraku Tarik Aziz ogłosił, że Abu Nidal nawiązał kontakty w Kuwejcie i Arabii Saudyjskiej, szykując spisek mający na celu obalenie irackiego rządu.